# Naturschutzgebiet 'Widdumer Weiher' und Wasenmoos
Naturschutzgebiet 'Widdumer Weiher' und Wasenmoos este o arie protejată (arie specială de conservare — SAC, sit de importanță comunitară — SCI) din Germania întinsă pe o suprafață de 35,31 ha, integral pe uscat.

## Localizare
Centrul sitului Naturschutzgebiet 'Widdumer Weiher' und Wasenmoos este situat la coordonatele 47°37′53″N 10°18′27″E / 47.6314°N 10.3075°E.

## Înființare
Situl Naturschutzgebiet 'Widdumer Weiher' und Wasenmoos a fost declarat sit de importanță comunitară în noiembrie 2004 pentru a proteja 1 specie de plante și 3 specii de animale. Situl a fost protejat și ca arie specială de conservare în aprilie 2016.

## Biodiversitate
Situată în ecoregiunea continentală, aria protejată conține 5 habitate naturale: Lacuri eutrofice naturale cu vegetație de tip Magnopotamion sau Hydrocharition, Pajiști cu Molinia pe soluri calcaroase, turboase sau argilos-nămoloase (Molinion caeruleae), Mlaștini turboase de tranziție și turbării mișcătoare, Mlaștini alcaline, Mlaștini împădurite.
La baza desemnării sitului se află mai multe specii protejate:
- plante (1): Hamatocaulis vernicosus
- nevertebrate (3): fluturele auriu (Euphydryas aurinia), libelule (Leucorrhinia pectoralis), Vertigo geyeri